# Club Nacionalista Alén Nós
El Club Nacionalista Alén-Nós es un grupo de debate político gallego constituido en 1986.

## Historia
Después del resultado electoral de Coalición Galega en las elecciones autonómicas de 1985, nacionalistas vinculados al partido decidieron crear un grupo de debate para estructurar un galleguismo asumible como fórmula política. Para ello, comenzaron a realizar conferencias y mesas redondas con diferentes personalidades con el fin de conocer las diferentes opiniones.
El fundador y primer presidente fue Luciano García Alén, médico e investigador etnográfico, con la colaboración de Perfecto Yebra Martul-Ortega, abogado y político gallego, que asumió el secretariado.
Los primeros integrantes del club fueron Xosé Manuel Barreiro, Xesús Couceiro Rivas, José Manuel García Iglesias, José Antonio Gómez Segade, Xosé Manuel González Reboredo y María Luisa Sobrino Manzanares.